# Desperado (album)
Desperado je drugi studijski album ameriške glasbene skupine Eagles. Album je bil posnet leta 1973 v studiu Island Studios v Londonu in izdan istega leta pri založbi Asylum Records. Skladbe s tega albuma se ponašajo s tematiko Starega Zahoda. Na začetku so Don Henley, Glenn Frey, Jackson Browne in J. D. Souther delali na skladbah o antiherojih, idejo pa so opustili potem, ko sta nastali skladbi »Doolin' Dalton« in »James Dean«. Kasneje se pričeli s pisanjem skladb o temah iz skladbe »Doolin' Dalton«.
Desperado je edini skupinin album, kjer je na naslovnici slika članov skupine.
Čeprav je naslovna skladba ena izmed skupininih najbolj znanih skladb, ni nikoli izšla kot singl. Skladba »Desperado« je bila uvrščena na 494. mesto Rolling Stonovega seznama 500. najboljših skladb vseh časov. Z albuma sta izšla dva singla: »Tequila Sunrise« in »Outlaw Man«. Singla sta bila uvrščena na 64. in 59. mesto lestvice. Album je bil uvrščen na 41. mesto Billboardove lestvice albumov. Prodana sta bila 2 milijona izvodov albuma.

## Seznam skladb
| Stran 1 | Stran 1                                                                 | Stran 1 |
| Št.     | Naslov                                                                  | Dolžina |
| ------- | ----------------------------------------------------------------------- | ------- |
| 1.      | „Doolin-Dalton‟ (Glenn Frey, J. D. Souther, Don Henley, Jackson Browne) | 3:26    |
| 2.      | „Twenty-One‟ (Bernie Leadon)                                            | 2:11    |
| 3.      | „Out of Control‟ (Don Henley, Glenn Frey, Tom Nixon)                    | 3:04    |
| 4.      | „Tequila Sunrise‟ (Don Henley, Glenn Frey)                              | 2:52    |
| 5.      | „Desperado‟ (Don Henley, Glenn Frey)                                    | 3:36    |

| Stran 2         | Stran 2                                                                                     | Stran 2 |
| Št.             | Naslov                                                                                      | Dolžina |
| --------------- | ------------------------------------------------------------------------------------------- | ------- |
| 6.              | „Certain Kind of Fool‟ (Randy Meisner, Don Henley, Glenn Frey)                              | 3:02    |
| 7.              | „Doolin-Dalton (Instrumental)‟ (Glenn Frey, J. D. Souther, Don Henley, Jackson Browne)      | 0:48    |
| 8.              | „Outlaw Man‟ (David Blue)                                                                   | 3:34    |
| 9.              | „Saturday Night‟ (Randy Meisner, Don Henley, Glenn Frey, Bernie Leadon)                     | 3:20    |
| 10.             | „Bitter Creek‟ (Bernie Leadon)                                                              | 5:00    |
| 11.             | „Doolin-Dalton/Desperado (Reprise)‟ (Glenn Frey, J. D. Souther, Don Henley, Jackson Browne) | 4:50    |
| Skupna dolžina: | Skupna dolžina:                                                                             | 35:40   |

## Zasedba
Eagles
- Glenn Frey – kitare, klavir, električni klavir, orglice, vokali
- Don Henley – bobni, akustična kitara, vokali
- Randy Meisner – bas kitara, vokali
- Bernie Leadon – vokali, kitare, banjo, dobro, mandolina